# 博格尔
博格尔是德国莱茵兰-普法尔茨州的一个市镇。总面积5.34平方公里，总人口779人，其中男性383人，女性396人（2011年12月31日），人口密度146人/平方公里。